# أطفال الحرب الفنلنديون

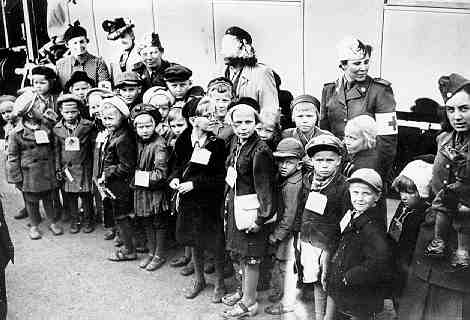

في خضم الحرب العالمية الثانية أُجلي الآلاف من الأطفال الفنلنديين (بالفنلندية sotalapset) من بلادهم نحو بلدان الشمال خصوصاً السويد.
تم أثناء حربي الشتاء والاستمرار 1939–1945 إجلاء 80.000 طفل تقريباً من فنلندا، فأرسل 72.000 منهم إلى السويد و4.200 إلى الدنمارك وحوالي مائة طفل وأم إلى النرويج. حوالي 15.500 منهم غادروا دون عودة.
أُجلي معظمهم خلال حرب الاستمرار لتخفيف الوضع على آبائهم الذين عادوا إلى كاريليا المستعادة ولإعادة بناء منازلهم وكانت كاريليا الفنلندية قد أخليت قبل ذلك. إلا أن الدفعة الأولى من النازحين وصلت خلال حرب الشتاء لما كان للفنلنديين أسباب للخشية من وقوع كارثة إنسانية في أعقاب الاحتلال السوفياتي المتوقع.

## الآثار
لاحقاً، تم اعتبار الإجلاء معيباً من الناحية النفسية، حيث اتضح أن الفراق قد ألحق ضرراً أكبر بكثير على النازحين من الضرر الذي لحق بأولئك الأطفال الذين ظلوا لدى ذويهم في فنلندا. بالمقارنة مع حوالي 23،000 ضحية من العسكريين في حرب الشتاء، و66،000 في حرب الاستمرار، وسقوط ما مجموعه 2،000 من ضحايا المدنيين - وذات العدد تقريباً من الإصابات البالغة - لم يُصـب أطفال الحرب بطبيعة الحال إصابات جسدية، ناهيك عن القتل. ومع ذلك، شعر الكثير منهم بأنه قد تم تجاهل معاناتهم.

## المصير
بعد انتهاء الحرب، شهدت فنلندا أوقات من الضائقة الاقتصادية، وأيضا وضعاً غير مطمئن للغاية فيما يتعلق بنوايا الاتحاد السوفياتي اتجاه فنلندا، مما أدى إلى تأخير عودة الأطفال لعدة سنوات. في نهاية المطاف، بقي حوالى 20 ٪ من أطفال الحرب مع أسرهم الراعية بعد الحرب، والتي تبنتهم في كثير من الأحيان، مما وفر عليهم صدمة فراق ثانية. العديد منهم عادوا إلى السويد كباراً، عندما دفعت الضائقة المديدة بعد الحرب في فنلندا أعداد كبيرة من العاطلين الفنلنديين إلى السويد ذات الاقتصاد المزدهر في الخمسينات والستينات.